# هو جنكينز
هو جنكينز (بالإنجليزية: Huw Jenkins)‏ هو شخصية أعمال بريطاني، ولد في 9 مارس 1963.